# Helmut Krasser (Buddhologe)
Helmut Krasser (* 27. April 1956 in Lustenau; † 30. März 2014) war ein österreichischer Buddhologe und Tibetologe, der sich in erster Linie mit der philologischen Herausgabe und Rekonstruktion buddhistischer Texte der erkenntnistheoretisch-logischen Tradition des Buddhismus (Yogacara) beschäftigte.
Er studierte von 1981 bis 1989 Tibetologie, Buddhismuskunde und Indologie an der Universität Wien und wurde 1989 promoviert. Er habilitierte sich dort 2002 im Fach Tibetologie und Buddhismuskunde. Seit 2007 leitete Krasser das Institut für Kultur- und Geistesgeschichte Asiens (IKGA) der Österreichischen Akademie der Wissenschaften. Krasser war Mitglied zahlreicher wissenschaftlicher Vereinigungen und Mitherausgeber des Journal of the International Association of Buddhist Studies.